# Орацио Фарнезе
Орацио Фарнезе (итал. Orazio Farnese; февраль 1532, Валентано — 18 июля 1553, Эден) — 2-й герцог ди Кастро.

## Биография
Младший сын Пьера Луиджи Фарнезе и Джероламы Орсини, внук папы Павла III.
Предназначался к военной карьере. В 1541 был отправлен ко двору Франциска I, чтобы путём брака с какой-нибудь родственницей династии Валуа сблизить Францию и дом Фарнезе, уже заручившийся союзом с императором. Прибыл в Фонтенбло 29 ноября и был назначен дворянином Палаты короля. Поселился в доме у графа де Сен-Поля.
В кампанию 1542 года по велению папы сопровождал короля в походах к Сен-Кантену и Маруалю, хотя был ещё слишком юн для участия в боевых действиях. 4 августа 1544 получил роту из 200 кавалеристов.
В 1545 был вызван в Рим, где шли переговоры об инвеституре герцогства Пармского для его отца. Орацио был назначен наследником герцогства Кастро. В ноябре был отправлен обратно во Францию.
С королём Франциском начались переговоры о браке Орацио с Дианой Французской, внебрачной дочерью дофина. 30 июня 1547 был подписан брачный контракт, по которому жених должен был поместить в Лионе 150 тыс. экю для покупки земельных владений во Франции, получить инвеституру на герцогство Кастро и доход в 25 тыс. экю в Италии.
21 сентября был посвящён в рыцари, 24 октября прибыл в Рим, и 4 ноября стал герцогом ди Кастро. После смерти Павла III 10 ноября 1549, Орацио был назначен временным командующим папскими вспомогательными войсками. 26 марта 1550 участвовал в церемонии приёма французского посла д’Юрфе, прибывшего к папе Юлию III. Осенью того же года вернулся во Францию.
Весной 1551 года был заключен официальный союз между Францией и Фарнезе, и 6 мая в Туре состоялась помолвка Орацио и Дианы. По этому случаю герцог получил командование тысячей кавалеристов в Италии. Назревала новая война, и Орацио отправился на помощь своему брату герцогу Пармскому. Отплыв в мае из Марселя, он потерпел кораблекрушение у берегов Пьетрасанты, был спасён и доставлен на границу Лукки. 21 мая прибыл в Мирандолу, где присоединился к войскам Пьеро Строцци.
8 июня начались военные действия. Вместе со Строцци, Лодовико Пико и Ч. Бентивольо Орацио совершил набег на Болоньезе, после чего Юлий III обвинил его в неблагодарности по отношению к церкви и 3 июля лишил герцогства, оккупированного папскими войсками Р. Бальони и А. Делла Корниа. Орацио направил папе свои извинения, объяснив, что действовал, как подчинённый генерала де Терма.
Война завершилась весной 1552 года подписанием перемирия между Юлием и Фарнезе и возвращением герцогства Кастро. В конце июня Орацио покинул Италию, 2 июля прибыл в Лион и осенью отличился при обороне Меца под командованием Франсуа де Гиза.

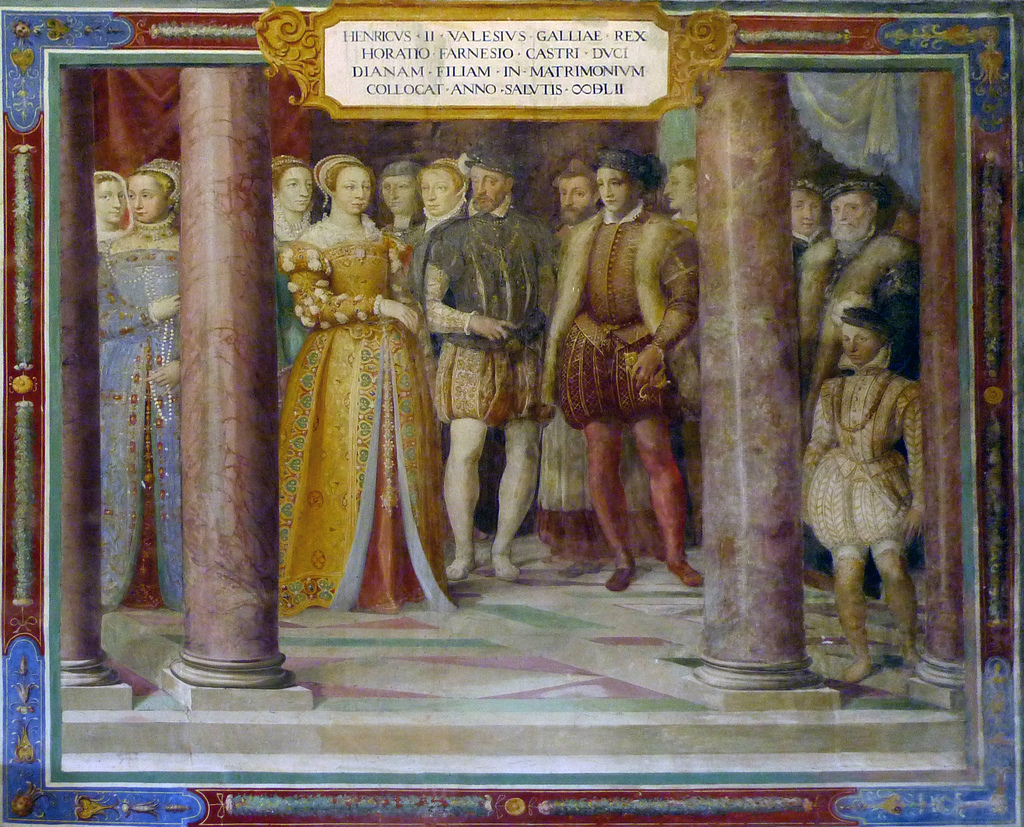
Бракосочетание Орацио Фарнезе с Дианой Французской. Фреска Таддео Цуккаро

14 февраля 1553 в Париже, в последний день карнавала, состоялось бракосочетание с Дианой. В конце июня в компании молодых придворных Орацио отправился оборонять Эден и погиб при отражении последнего штурма цитадели, обороняя брешь. Амбруаз Паре сообщает в отчете об этой осаде, что ядро ударило герцога в плечо, оторвав руку и часть туловища, от чего он умер мгновенно, не успев произнести ни слова.
С его гибелью закончился период союза его семьи с Францией, и Фарнезе окончательно перешли на сторону императора. Плач на смерть герцога был написан Жоашеном дю Белле. Существует несколько картин, изображающих Орацио Фарнезе, значительно уступающих портретам его старших братьев работы Тициана.